# Rădulenii Vechi
Rădulenii Vechi – miejscowość i gmina w Mołdawii, w rejonie Florești. W 2014 roku liczyła 1272 mieszkańców.